# Кванза (река)

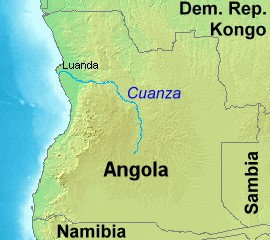

Ква́нза — река в Анголе. Впадает в Атлантический океан к югу от столицы страны, Луанды. Длина — 965 км, площадь бассейна — 152 570 км². Основное направление течения — северо-запад.
Река является источником электроэнергии для Анголы. На реке в 2007 году в районе Маланже построена ГЭС. Гидроэлектростанция также обеспечивает подачу воды для орошения плантаций сахарного тростника и других культур в нижней части долины Кванза. Низовья реки судоходны на протяжении 240 км. В честь реки названа национальная валюта Анголы — Кванза.